# كيريل كابريزوف
كيريل كابريزوف (مواليد 26 أبريل 1997) هو لاعب هوكي جليد روسي يلعب في نادي مينيسوتا وايلد في دوري الهوكي الوطني.